# 최인호 (2001년)
최인호(2001년 11월 12일~)는 대한민국의 정당인, 사회운동가다.

## 경력
- 2021.10~2021.11 : 국민의힘 중앙대학생위원회 부위원장
- 2022.1: 제20대 대통령선거 국민의힘 중앙선거대책본부 조직본부교육 정상화특위 청년과 미래 특별위원회 위원장
- 2022.7~ : 제9대 관악구의회 의원
  - 제9대 관악구의회 전반기 도시건설위원회 위원
  - 제9대 관악구의회 전반기 윤리특별위원회 부위원장
  - 제9대 관악구의회 제287회 예산결산특별위원회 부위원장
  - 제9대 관악구의회 후반기 보건복지위원회 위원
  - 제9대 관악구의회 후반기 의회운영위원회 위원
  - 제9대 관악구의회 후반기 윤리특별위원회 위원장
- 2025.4~2025.5: 국민의힘 김문수 제21대 대통령 선거 경선후보 문수 대통 김문수 승리캠프 부대변인 겸 청년선거대책본부장
- 2025.5~2025.6: 제21대 대통령 선거 국민의힘 김문수 대통령 후보 대변인단 상근부대변인 겸 청년본부 청년정책본부장

## 방송
- 나는 국대다 (2021) - Top16

## 역대 선거 결과
| 실시년도 | 선거      | 대수 | 직책   | 선거구               | 정당     | 득표수  | 득표율          | 순위 | 당락 | 비고 |
| -------- | --------- | ---- | ------ | -------------------- | -------- | ------- | --------------- | ---- | ---- | ---- |
| 2022년   | 지방 선거 | 9대  | 구의원 | 서울 관악구 가선거구 | 국민의힘 | 9,271표 | \| \| 28.59% \| | 2위  |      | 초선 |
|          | 28.59%    |      |        |                      |          |         |                 |      |      |      |